# Цьолковський Станіслав Фомич
Станіслав Хомич Цьолковський (Станіслав Тимофійович Цьолковський; нар. 8 (19) грудня 1788 — пом. 1842) — російський генерал-майор.

## Біографія
Народився Станіслав Цьолковський 8 (19) грудня 1788 року в Білопіллі, Житомирського повіту, Волинської губернії. Походив з давнього польського дворянського роду.
У 1807 році вступив на військову службу в Шліссельбурзький піхотний полк підпрапорщиком. 25 червня 1808 року був проведений в портупей-прапорщики, а 3 вересня 1810 року — прапорщики.
Брав участь у Турецькому поході 1808—1811 рр. З 17 червня 1808 року брав участь у бойових діях у Молдавії та Валахії: поблизу Бреїлова, Джуржду, Силістрії, Шумена, Русе та ін.
Був поранений під Батіним і за проявлено геройство у цій битві 25 листопада 1810 року Станіслав Цьолковський отримав звання підпоручика.
З грудня 1811 року по квітень 1817 року він був дивізійним ад'ютантом при генералові Петру Ессені і брав участь у Вітчизняній війні 1812 року. В битві під Вовковиськом Цьолковського було важко контужено та поранено в шию. За кампанію 1812 року він отримав чин штабс-капітана і орден святої Анни 2-го ступеня.
5 січня 1817 року Станіслава Цьолковського переведено до Лейб-гвардії Ізмайловського полку, а 14 грудня того ж року призначено старшим ад'ютантом окремого Оренбурзького корпусу, яким командував той же Ессен. У 1820—1821 роках Цьолковський був начальником конвою, який супроводжував російську імперську місію до Бухари. У 1822 році отримав звання полковника, з відрахуванням з Ізмайловського полку армії. Він був залишений в Оренбурзі в розпорядженні Петра Ессена, а потім графа Павла Сухтелена. В 1824—1825 роках Станіслав Цьолковський був начальником загону, який супроводжував російський купецький караван, направлений до Бухари. На караван напали киргизи — при переправі через Сир-Дар'ю та хівинців — поблизу гори Біштюбе.
25 грудня 1833 року отримав орден святого Георгія 4-го ступеня за беспорочну вислугу 25 років в офіцерських чинах (№ 4805 за списком Григоровича — Степанова), а 4 грудня 1834 року призначений командувачем Башкиро-Мещерякським військом. 1 січня 1835 оку Цьолковського проведено в генерал-майори з залишенням на посаді, а в 1839 році нагороджено орденом святого Станіслава 1-го ступеня та подаровано землю площею 2500 десятин.
У 1839—1840 роках Станіслав Цьолковський брав участь у Хівинській експедиції (під час цього походу Цьолковський здобув собі невтішну славу «шкуродера»), 16 жовтня 1840 р. — нагороджений орденом святої Анни 1-го ступеня. 28 листопада 1840 року через хворобу вийшов у відставку.
Михайло Терентьєв повідомляє, що Цьолковський був звільнений без прохання, просто вигнаний Василь Перовським. Одним із приводів до незадоволення В. Перовського стала незаконна спекуляція в компанії з купцем Миколою Дєєвим казенними верблюдами, призначеними для зимового походу в Хіву (1839/1840 р.).
У 1842 році в селі Спаському Оренбурзького повіту Станіслава Цьолковського убито власним кріпаком кухарем за надмірно жорстоке поводження з ним, а труп його після похорону селяни двічі виймали з могили і карали батогами. Після другого випадку родичі його останки перепоховали на цвинтарі в Оренбурзі.

## Родина
Дружина: Крашеніннікова Тетяна Петрівна: сини: Віталій (нар.. 1825), Фелікс (нар.. 1827),
дочки: Марія (нар.. 1822), Ганна (нар.. 1823 р.), Любов (нар.. 1836)